# Ernst Reissner

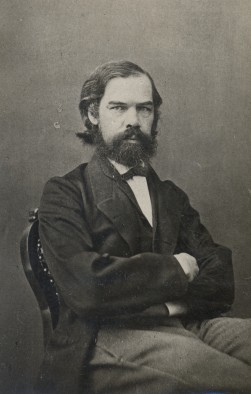
Ernst Reissner (1824-1878)

Ernst Reissner (Riga, 24 settembre 1824 – Castello di Ruhenthal, 16 settembre 1878) è stato un anatomista tedesco nativo di Riga, allora in Livonia.

## Biografia
Nel 1851 conseguì la laurea in medicina alla Università di Dorpat (oggi nota come Università di Tartu) e nel 1855 divenne professore di anatomia a Dorpat. Nel 1875 si ritirò dall'insegnamento per motivi di salute.
Reissner è ricordato per i suoi studi sull'orecchio, in particolare sulla costituzione dell'orecchio interno. Studiando gli embrioni degli uccelli e degli animali da cortile, fu in grado di determinare singole fasi della formazione del labirinto osseo dell'orecchio interno. Da questa ricerca fu quindi in grado di concettualizzare la formazione del labirinto nell'uomo. Oggi, il suo nome è stato dato alla membrana vestibolare, una membrana che si trova all'interno della coclea dell'orecchio interno.
Un'altra struttura anatomica che ha preso il suo nome è la fibra di Reissner, una fibra nervosa refrattiva longitudinale del canale centrale del midollo spinale.